# Ralph Eggleston
Ralph Eggleston (* 18. Oktober 1965 in Baton Rouge; † vor oder am 29. August 2022) war ein US-amerikanischer Animator, Artdirector und Szenenbildner. Für seinen animierten Kurzfilm Der Vogelschreck gewann er 2002 einen Oscar.

## Leben
Eggleston begann in der Firma Kroyer Films und arbeitete an verschiedenen Projekten mit. 1990 war er für das Storyboard der Episode Der Clown mit der Biedermaske der Zeichentrickserie Die Simpsons verantwortlich.
Im Jahr 1992 wechselte Eggleston zu den Pixar Animation Studios, um zunächst als Artdirector an Toy Story zu arbeiten. Für seine Arbeit wurde er mit dem Annie Award in der Kategorie Best Art Direction ausgezeichnet. In der Folgezeit arbeitete er als Artdirector und Production Designer an zahlreichen erfolgreichen Pixar-Filmen mit.
Sein Film Der Vogelschreck aus dem Jahr 2000, bei dem er Regie führte, wurde bei der Oscarverleihung 2002 in der Kategorie Bester animierter Kurzfilm prämiert.

## Filmografie
Animation
- 1988: Garfield: His 9 Lives
- 1989: Garfield’s Thanksgiving
- 1990: Computer Warriors
- 1992: Ferngully – Christa und Zaks Abenteuer im Regenwald (FernGully: The Last Rainforest)
- 1994: Beverly Hills Cop III

Szenenbild
- 1992: FernGully – Christa und Zaks Abenteuer im Regenwald (FernGully: The Last Rainforest)
- 1992: Aladdin
- 1995: Toy Story
- 2003: Findet Nemo (Finding Nemo)
- 2004: Die Unglaublichen – The Incredibles (The Incredibles)
- 2008: WALL·E – Der Letzte räumt die Erde auf (WALL·E)
- 2015: Alles steht Kopf (Inside Out)
- 2018: Die Unglaublichen 2 (Incredibles 2)

Regie
- 2000: Der Vogelschreck (For the Birds) (Kurzfilm)